# Ісландський симфонічний оркестр
Ісландський симфонічний оркестр (ісл. Sinfóníuhljómsveit Íslands) — симфонічний оркестр, що базується в Рейк'явіку, з 2011 р. — на території концертного залу «Harpa».
Окремі невеликі симфонічні склади виступали в Ісландії з середини 1920-х рр., проте нинішній колектив був заснований тільки в 1950 році і складався в той час із 39 музикантів. Перший концерт оркестру відбувся 9 березня 1950 року, першим головним диригентом Ісландського симфонічного оркестру став норвежець Олав Хьелланн. Потім протягом тривалого часу місце керівника оркестру формально залишалося вакантним, а штатними диригентами були Богдан Водичко, Вільям Стрікленд (1962—1963), Ігор Букетов (1964—1965), Альфред Вальтер (1969—1970); оркестр також багато виступав під керуванням Володимира Ашкеназі. Сьогодні оркестром керує молодий ізраїльський диригент Ілан Волков, а пост головного запрошеного диригента обіймав Геннадій Рождественський. Ісландський симфонічний оркестр є недержавною громадською організацією, проте знаходиться під патронажем міністерства освіти Ісландії. У 2008 році Ісландський симфонічний оркестр під керуванням Румона Гамби був номінований на премію «Греммі» за запис симфонічних творів Венсана д'Енді.

## Головні диригенти
- Олав Хьелланн (1952—1955)
- Карстен Андерсен (1973—1980)
- Жан-П'єр Жакійя (1980—1986)
- Петрі Сакарі (1988—1993)
- Осмо Вянскя (1993—1996)
- Петрі Сакарі (1996—1998)
- Ріко Саккані (1998—2002)
- Румон Гамба (2002—2010)
- Ілан Волков (2011—2020)
- Ева Олікайнен (з 2020)[2]

## посилання
- Офіційний сайт [Архівовано 8 лютого 2011 у Wayback Machine.](ісл.)(англ.)